# Meldestelle
Meldestelle steht für:
- eine Initiative oder öffentliche Dienststelle (Meldebehörde), bei der Informationen über wichtige Ereignisse oder Gefahren gesammelt werden. In vielen Fällen sind Meldestellen mit einem Warnsystem vernetzt, das aus den Daten solcher Stellen und oft zusätzlich von automatischen Mess- und Analyse-Systemen Warnungen an Betroffene generiert.
- im  Meldewesen für Stellen die mit der laufenden Erfassung von allgemein und für die Politik wichtigen Daten betraut sind – etwa
  - Standesämter für Geburt, Todesfall, Heirat
  - Einwohnermeldeämter des polizeilichen Meldewesens: vor allem Personaldaten wie Wohnadressen, Lebensdaten; als Basis z. B. für Wählerverzeichnisse, Mietverhältnisse, Fremdenverkehr, Einberufung oder Alarmpläne; siehe auch Meldepflicht
  - kirchliche Meldewesenstellen für kirchlich erfasste Personendaten (Taufen, Trauungen etc.)
  - Gewerbe- und Finanzwesen für Unternehmen, Arbeitnehmer usw.
- im Bahnwesen für den Ort bei dem sich Triebfahrzeugführer bei Dienstbeginn anmelden und vorbereiten
- im Pferdesport um den Ort auf einer Veranstaltung an dem alle Fäden zusammen laufen. Zumeist befassen sich hier ein oder zwei Personen mit der Bewältigung der organisatorischen Aufgaben und geben Informationen für Teilnehmer und Gäste.
- im Hinweisgeberschutzgesetz interne und externe Meldestellen

## Weitere Beispiele
- Erdbebendienste – die neben den Messungen von Seismografen auch Meldungen aus der Bevölkerung entgegennehmen
- Feuerwehr bzw. Rettungsdienst und die entsprechenden Notrufe
- Die „Melder“ bei militärischen Operationen und Manövern
- Autobahn- bzw. Straßenmeisterei für Verkehrsunfälle
- Die Schutzhütten im Gebirge als Meldestellen für Unfälle